# Yonghe (Neu-Taipeh)

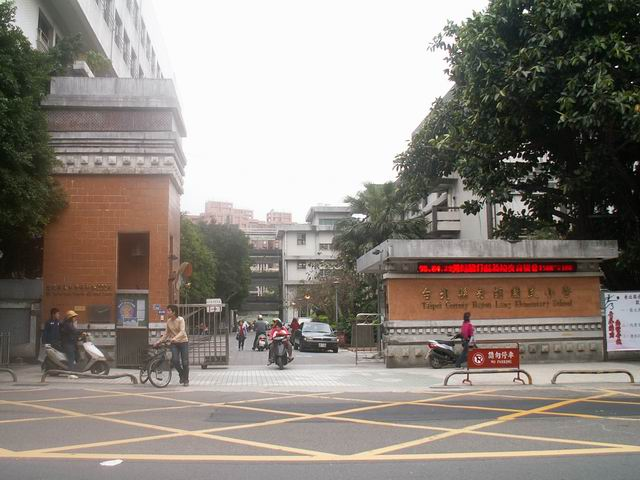
Grundschule in Yonghe

Yonghe, auch Yungho (chinesisch 永和區, Pinyin Yǒnghé Qū, W.-G. Yung-ho Chü, Pe̍h-ōe-jī Éng-hô), ist ein Bezirk (區, Qūì) der Stadt Neu-Taipeh im Norden Taiwans mit etwa 235.000 Einwohnern (Stand 2010). Er liegt südwestlich von Taipeh.

## Lage
Yonghe liegt im südlichen Teil des Taipeh-Beckens. Im Norden und Osten bildet der Xindian-Fluss die Grenze zu Taipeh. Drei Straßenbrücken stellen eine Verbindung zur Hauptstadt Taiwans her. Darüber hinaus ist Yonghe durch die orange Zhonghe-Linie an das U-Bahn-Netz Taipehs angeschlossen.
Im Süden grenzt Yonghe an den Bezirk Zhonghe. Die beiden Bezirke werden zusammen auch als Shuanghe (雙和 – „He-Zwillinge“) bezeichnet, da sie eine gemeinsame Geschichte haben und sich die zweite Silbe ihres Namens (和,  Hé) teilen.
Mit 5,7 km² ist Yonghe der flächenmäßig kleinste Bezirk von Neu-Taipeh, mit über 41.000 Einwohnern pro km² hat er die höchste Bevölkerungsdichte aller Verwaltungseinheiten auf Bezirks- bzw. Gemeindeebene in Taiwan. Nahezu seine gesamte Fläche ist dicht bebaut, vorwiegend mit Apartmentkomplexen. Die größten Grünflächen befinden sich im Uferbereich des Xindian-Flusses und im Renai-Park im Nordwesten.

## Geschichte
Bis 1958 war Yonghe Teil des südlichen Nachbarbezirks Zhonghe, der ursprünglich eine Landgemeinde (鄉,  Xiāng) war und 1946 etwa 30.000 Einwohner zählte. Aufgrund der Nähe zu Taipeh wuchs die Einwohnerzahl stark an, sodass Yonghe 1958 eine eigenständige Stadtgemeinde (鎮,  Zhèn) wurde. Im Jahr 1979 wurde sie zur Stadt (市,  Shì) heraufgestuft. Am 25. Dezember 2010 verlor die Stadt Yonghe ihre Eigenständigkeit und wurde als Bezirk in die neu gegründete Stadt Neu-Taipeh eingegliedert.